# Fritze Carstensen
Fritze Wulff Carstensen, född 18 juli 1925 i Århus, död 5 augusti 2005 i Lyngby-Taarbæk, var en dansk simmare.
Hon blev olympisk silvermedaljör på 4 x 100 meter ryggsim vid sommarspelen 1948 i London.